# Fegyvernemi szín
A fegyvernemi szín az azonos fegyvernembe tartozó katonák könnyebb elkülönítésére szolgál. Leggyakrabban a rendfokozati jelzés alapszíne, de előfordulhat más ruhadarabon is.

## Kialakulása
A fegyvernemi szín megjelenése a 19. század végén és a 20. század elején következett be. Több tényező is közrejátszott a kialakulásában. A korábbi évszázadokban a hadseregek minél színesebben öltözködtek, hogy már messziről is meg lehessen különböztetni a harcoló feleket, másrészt a füstös lőpor miatt a csatatereken állandó félhomály uralkodott.
A füst nélküli lőpor alkalmazása ez utóbbi problémát kiküszöbölte. A másik "pozitív" hatása a lőtávolság megugrása lett, így már viszonylag messziről is lehetett pontos, célzott lövéseket leadni. Ezért a színes egyenruhák napjai leáldoztak a csatatereken. Ugyanakkor, hogy mégis meg lehessen különböztetni a különféle fegyvernemi katonákat egymástól, bevezették a fegyvernemi színeket. Ez egy ki színes anyagdarab az egyenruhán, meghatározott helyen és méretben, a hozzá rendelt jelentéssel.

## Fegyvernemi színek Magyarországon

### Osztrák-Magyar Hadsereg[1]
1918-ig
Kezdetben a gyalogezredeket a gallér hajtóka és a gomb színeinek variálásával különböztették meg egymástól. A dragonyosokat a gombok és a paszomány színei, az ulánusokat a csákó és a gombok színei alapján különítették el. Végezetül a huszárezredek megkülönböztetésére a csákó, a gombok és a zubbony színeinek a variálását használták.
Ez a módszer az első világháború kitörését követően már nem volt tovább vihető, mivel sok új alakulatot állítottak fel. Ezért ezeknél, valamint a speciális alakulatoknál a következő rendszert alkalmazták:
- Acélzöld: utász; vasúti csapatok; híradó
- Alizerin vörös: bosnyák gyalogság
- Buzérvörös: egészségügyi csapatok
- Cseresznyepiros: árkász
- Fűzöld: vadász; osztrák landwehr; tartományi lövész; Császár-lövész
- Palaszürke: magyar honvéd; magyar népfelkelő (1917-ig)
- Rózsaszín: magyar honvéd; magyar népfelkelő (1917-től)
- Skarlátvörös: tüzérség
- Világoskék: gyalogezredek (103-as számútól kezdődően), trén
- Zöld: bosnyák vadász

Ez az új rendszer sem tudta biztosítani azonban az összes fegyver- és csapatnem elkülönülését, ezért bevezették a fegyvernemi jelvényeket. Ezek száma 1914-ben öt, 1916-ban nyolc, 1918-ban már tizenkilenc.

### Magyar Királyi Honvédség[3]
1936 és 1945 között
- Barna: szállítás; trén (1922-től)
- Barna bársony skarlátvörössel szegélyezve: műszaki vezérkar;
- Fehér: Kormányzó Katona Irodájába beosztott tiszt
- Fekete bársony skarlátvörössel szegélyezve: vezérkar
- Fűzöld: gyalogos, kerékpáros
- Kárminpiros: gazdasági tiszt
- Lila: zenész
- Narancsszín: helyőrségi tiszt
- Sárga: trén (1922-ig)
- Skarlátvörös: tábornok; tüzér
- Sötét acélzöld: műszaki; híradó
- Világoskék: gyorsfegyvernemi alakulatok (páncélos, huszár, beosztott gyalogosg)
- Zöld piros szegéllyel: határőr

### "Demokratikus honvédség"[4]
1945 és 1951 között
- Barna: gépkocsizó- és kocsizó vonatalakulat; hadmérnökök
- Fehér: repülők
- Fekete: lelkészek; orvosok; egészségügyi alakulatok
- Fűzöld: műszaki alakulatok
- Karminvörös: hadbiztosok; gazdászati, számvevőségi és szertári tisztek
- Kénsárga: lovasság (huszár)
- Lila: irattári tisztviselők
- Meggypiros: hadbírák
- Palaszürke: gyógyszerészek; szakszolgálatos tisztek
- Skarlátvörös: katonaállományú tábornok; tüzérek,
- Skarlátvörös posztón fekete bársony: vezérkar
- Skarlátvörös posztón barna bársony: hadiműszaki törzskar
- Sötétkék: híradó alakulatok; állatorvosok
- Tengerészkék: folyamőr-alakulatok
- Tengerzöld: gyalogság
- Világoskék: kerékpárosok; gépkocsizó lövészek; páncélosok

1947-ben történt változások 
- Fehér alapon gyalogsági zöld: ejtőernyősök
- Fehér alapon világoskék: repülők
- Fehér alapon skarlátpiros: légvédelem
- Piros alapon világoskék: határőrség

### Magyar Néphadsereg[4]
1951 és 1965 között
- Barna: gépkocsizó; fogatolt-vonat
- Fekete: harckocsizó; gépkocsizó lövész (piros szegéllyel); egészségügyi; híradó; műszaki alakulatok
- Narancs: tábornok
- Sárga: huszár
- Skarlátvörös: tüzér; légvédelmi tüzér; tüzértechnikus; igazságügyi
- Sötétkék: repülő
- Zöld: gyalogos

A fegyvernemi színeket 1965-ben megszüntetik.

### Magyar Honvédség[5]
1990-től kezdődően, jelenlegi állapot
- Acélzöld: műszaki; vegyivédelmi, pénzügyi
- Búzavirágkék: informatikus; híradó; elektronikai harcász
- Fehér: felderítő (ejtőernyős)
- Fekete: harckocsizó; tábori lelkész
- Fűzöld: lövész
- Kármin: hadtáp; térképész; mérnök, technikus; gépkocsiszállító; közlekedési; logisztikai; jogi- és igazgatási; egészségügyi; katonai nemzetbiztonsági
- Optikai fehér: díszelgő (lövész)
- Palack-zöld: palotaőr
- Skarlátpiros: tábornok; tüzér; légvédelmi tüzér; légvédelmi lokátoros; zenész; katonai rendész; koronaőr
- Sötétkék: hadihajós
- Világoskék: repülő tábornok; repülő; légierő